# Vouni Panagias
Vouni Panagias este o arie protejată (sit de importanță comunitară — SCI, arie de protecție specială avifaunistică — SPA) din Cipru întinsă pe o suprafață de 946,91 ha, integral pe uscat.

## Localizare
Centrul sitului Vouni Panagias este situat la coordonatele 34°54′06″N 32°37′56″E / 34.9017°N 32.6322°E.

## Înființare
Situl Vouni Panagias a fost declarat arie de protecție specială avifaunistică în decembrie 2005.

## Biodiversitate
Situată în ecoregiunea mediteraneană, aria protejată conține 8 habitate naturale: Tufărișuri termo-mediteraneene și de pre-deșert, Sarcopoterium spinosum phryganas, Pseudostepă cu ierburi și specii anuale de Thero-Brachypodietea, Pante stâncoase calcaroase cu vegetație casmofită, Peșteri inaccesibile publicului, Păduri de Cupressus (Acero-Cupression), Păduri cu Quercus infectoria (Anagyro foetidae-Quercetum infectoriae), Păduri de pin mediteraneene cu pini mezogeni endemici.
La baza desemnării sitului se află mai multe specii protejate:
- plante (2): Phlomis cypria, Scilla morrisii
- păsări (93): uliu cu picioare scurte (Accipiter brevipes), uliu porumbar (Accipiter gentilis), lăcar-de-rogoz (Acrocephalus schoenobaenus), fâsă de luncă (Anthus pratensis), fâsă de pădure (Anthus trivialis), lăstunul mare (Apus apus), Aquila fasciata, ciuf de câmp (Asio flammeus), ciuf-de-pădure (Asio otus), șorecarul comun (Buteo buteo), șorecar mare (Buteo rufinus), caprimulg (Caprimulgus europaeus), rândunică roșcată (Cecropis daurica), erete de stuf (Circus aeruginosus), erete vânăt (Circus cyaneus), erete alb (Circus macrourus), erete cenușiu (Circus pygargus), Clamator glandarius, botgros (Coccothraustes coccothraustes), dumbrăveancă (Coracias garrulus), prepeliță (Coturnix coturnix), cristeiul de câmp (Crex crex), cuc (Cuculus canorus), lăstun de casă (Delichon urbicum), Emberiza caesia, presură sură (Emberiza calandra), Emberiza melanocephala, măcăleandru (Erithacus rubecula), Falco eleonorae, șoim călător (Falco peregrinus), șoimul rândunelelor (Falco subbuteo), vânturel de seară (Falco vespertinus), muscar-gulerat (Ficedula albicollis), muscar negru (Ficedula hypoleuca), muscar (Ficedula parva), Ficedula semitorquata, cinteză (Fringilla coelebs), Fringilla montifringilla, vulturul pleșuv sur (Gyps fulvus), frunzăriță galbenă (Hippolais icterina), rândunică (Hirundo rustica), Iduna pallida, capîntortură (Jynx torquilla), sfrâncioc roșiatic (Lanius collurio), sfrânciocul cu frunte neagră (Lanius minor), Lanius nubicus, sfrâncioc cu cap roșu (Lanius senator), ciocârlie de pădure (Lullula arborea), privighetoare (Luscinia megarhynchos), prigoare (Merops apiaster), mierlă de piatră (Monticola saxatilis), mierlă albastră (Monticola solitarius), codobatură galbenă (Motacilla alba), codobatura galbenă (Motacilla flava), muscar sur (Muscicapa striata), Oenanthe cypriaca, Oenanthe isabellina, pietrar sur (Oenanthe oenanthe), grangur (Oriolus oriolus), vrabie negricioasă (Passer hispaniolensis), Periparus ater cypriotes, viespar (Pernis apivorus), codroș de munte (Phoenicurus ochruros), codroșul de pădure (Phoenicurus phoenicurus), pitulice de munte (Phylloscopus collybita), pitulice sfârâitoare (Phylloscopus sibilatrix), pitulice-fluierătoare (Phylloscopus trochilus), brumăriță de pădure (Prunella modularis), aușel cu cap galben (Regulus regulus), mărăcinar (Saxicola rubetra), mărăcinar negru (Saxicola torquatus), sitar de pădure (Scolopax rusticola), scatiu (Spinus spinus), turturică (Streptopelia turtur), graur (Sturnus vulgaris), silvie cu cap negru (Sylvia atricapilla), silvie de zăvoi (Sylvia borin), silvie de câmp (Sylvia communis), silvie-mică (Sylvia curruca), Sylvia hortensis, Sylvia melanothorax, silvie porumbacă (Sylvia nisoria), Sylvia ruppeli, Tachymarptis melba, fluturașul de stâncă (Tichodroma muraria), sturzul viilor (Turdus iliacus), mierlă (Turdus merula), sturz-cântător (Turdus philomelos), sturz (Turdus pilaris), mierlă gulerată (Turdus torquatus), sturzul de vâsc (Turdus viscivorus), strigă (Tyto alba), pupăză (Upupa epops)
- mamifere (3): Ovis orientalis ophion, liliacul mare cu potcoavă (Rhinolophus ferrumequinum), Rousettus aegyptiacus
- nevertebrate (2): Euplagia quadripunctaria, Propomacrus cypriacus
- reptile (1): Coluber cypriensis

Pe lângă speciile protejate, pe teritoriul sitului au mai fost identificate 4 specii de plante, 15 specii de păsări, 3 specii de amfibieni, 1 specie de mamifere, 3 specii de nevertebrate, 7 specii de reptile.